# Karlberg (klubbhus)

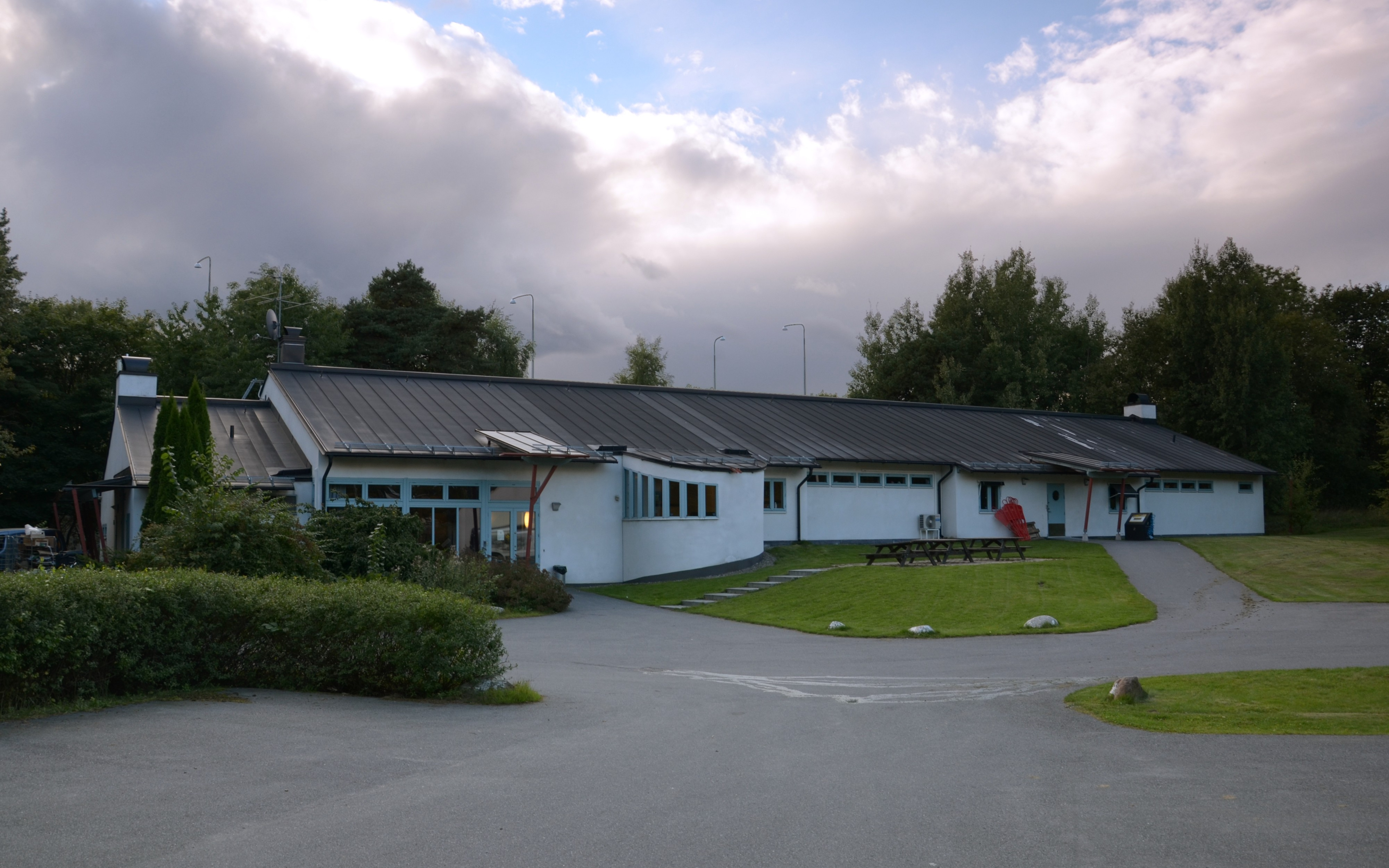
Klubbhuset.

Karlberg, som är AIK:s klubbhus, ligger i Huvudsta, Solna, Stockholms län. Det var i mitten av 1999 som AIK fotbollsherrar fick ett klubbhus, det första i klubbens moderna historia. Klubbhuset tog åtta månader att uppföra, från planering till ett färdigt hus.
Klubbhuset ligger i Solna kommun och ligger nära Karlbergs träningsområde där AIK oftast tränar och nära Essingeleden, både norrut och söderut.